# Spezialschule für Musik
Die Spezialschule für Musik war ein Schultyp zur Förderung von musikalischen Talenten in der DDR. Es bestanden vier derartige Einrichtungen, die zumeist auf ein Studium an einer der vier Hochschulen für Musik vorbereiteten und am jeweiligen Hochschulstandort untergebracht waren – in Berlin, Dresden und Weimar. Einzig die zur Leipziger Musikhochschule gehörende Spezialschule war in Halle (Saale) beheimatet. Unterste Klassenstufe war die 6. Klasse, durch die Vielzahl der Zusatzfächer (künstlerisches Hauptfach, Musiktheorie, Gehörbildung, Musikkunde, Chor und Orchester) wurde der bis zum Abschluss der 10. Klasse anfallende Unterrichtsstoff allerdings über sechs Jahre verteilt, so dass die Absolventen die Schule ein Jahr später als ihre Altersgenossen verließen. Das manifestierte sich nach außen darin, dass auf die Klasse 10I die Klasse 10II folgte. Polytechnischer Unterricht fand nicht statt. Eine reguläre Eignungsprüfung für das Studium an einer Hochschule für Musik mussten die Absolventen der Spezialschulen nicht bestehen, im vorletzten Schuljahr fand jedoch in der Form eines zentralen Leistungsvergleiches der Spezialschulen eine Vorauswahl der Bewerber statt.

## Entwicklung nach der Wende
Nach der Deutschen Wiedervereinigung wurden die Spezialschulen für Musik zum größten Teil in Musikgymnasien umgewandelt. In Berlin entstand 1991 das Musikgymnasium Carl Philipp Emanuel Bach. Seit 2005 ist es Schule besonderer pädagogischer Prägung. Die Schule in Dresden ist heute das überregionale Sächsische Landesgymnasium für Musik Carl Maria von Weber. In Weimar ist 1994 das Musikgymnasium Schloss Belvedere als UNESCO-Projektschule entstanden. In Halle wurde die Spezialschule der Leipziger Musikhochschule, die am Konservatorium „Georg Friedrich Händel“ angesiedelt war, der Latina August Hermann Francke angegliedert, sie bildet heute als Musikzweig Instrumentalausbildung gemeinsam mit dem Stadtsingechor Halle den musikalischen Zweig der Schule. Alle Nachfolgeschulen der ehemaligen Spezialschulen dienen heute der Hochbegabtenförderung in Deutschland.

## Spezialschulen für Musik
- Spezialschule für Musik der Hochschule für Musik „Hanns Eisler“ Berlin, heute Musikgymnasium Carl Philipp Emanuel Bach
- Spezialschule für Musik der Hochschule für Musik Carl Maria von Weber Dresden, heute Sächsisches Landesgymnasium für Musik
- Spezialschule für Musik der Hochschule für Musik Franz Liszt Weimar, heute Musikgymnasium Schloss Belvedere
- Spezialschule für Musik der Hochschule für Musik und Theater „Felix Mendelssohn Bartholdy“ Leipzig, heute angegliedert an die Latina August Hermann Francke in Halle